# Tapinauchenius cupreus
Tapinauchenius cupreus é uma espécie de aranha pertencente à família Theraphosidae (tarântulas).